# Eisenbahnunfall von Schiedam

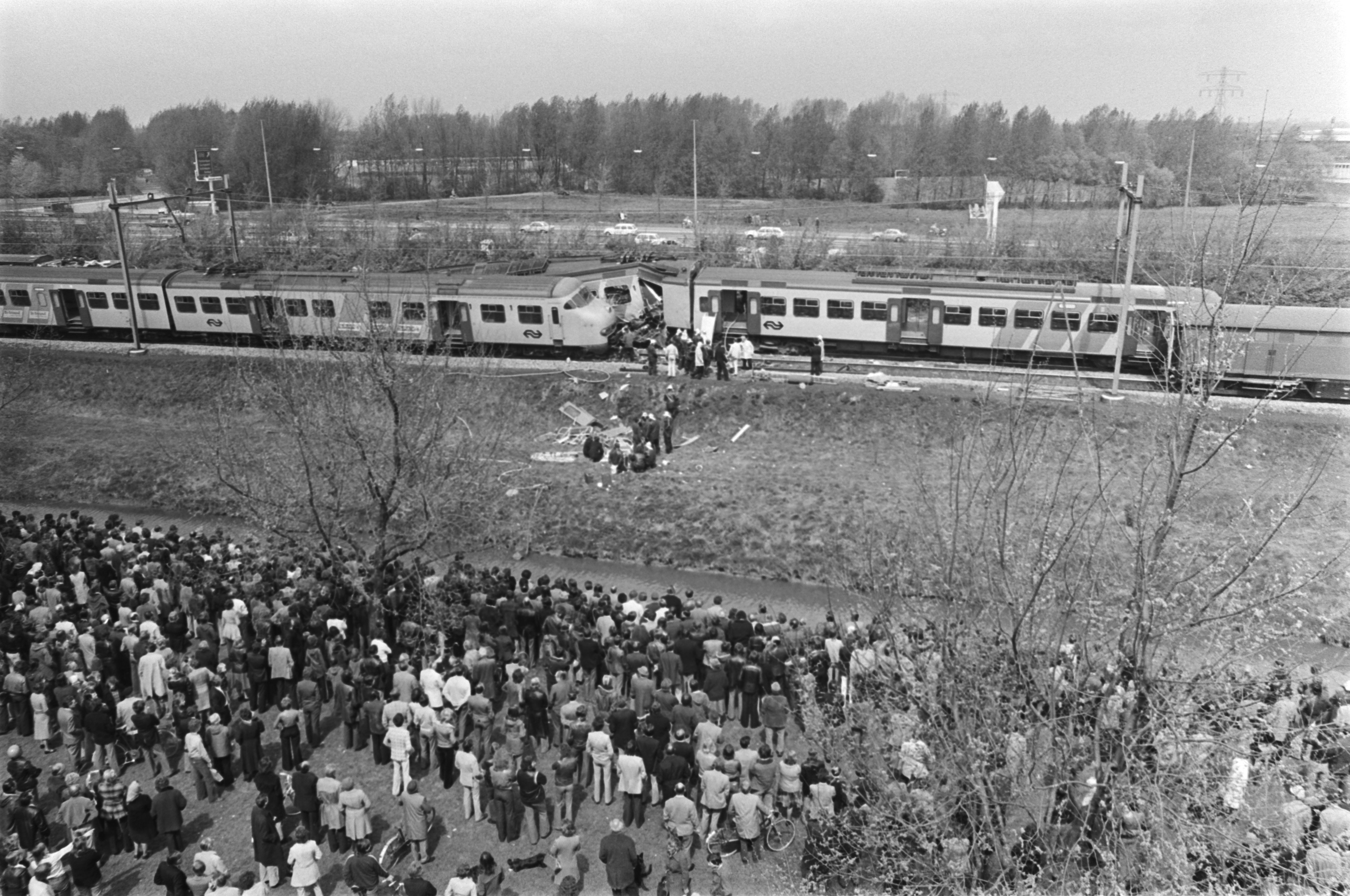
Frontalzusammenstoß zweier Züge beim Eisenbahnunfall von Schiedam

Bei dem Eisenbahnunfall von Schiedam kam es am 4. Mai 1976 bei Schiedam, Niederlande, zu einem Frontalzusammenstoß zweier Züge, bei dem auch ein dritter Zug beschädigt wurde. 24 Menschen starben.

## Ausgangslage
Der Unfall ereignete sich auf einer zweigleisigen Strecke, die für Gleiswechselbetrieb eingerichtet war. Dies nutzte der Fahrdienstleiter, um den in östliche Richtung fahrenden, verspäteten „Rhein-Express“ einen Personenzug überholen zu lassen, der in der gleichen Richtung unterwegs war. Der „Rhein-Express“ wurde von einer Elektrolokomotive der Baureihe 1300 gezogen. In der Gegenrichtung verkehrte ein „Sprinter“ aus zwei zweiteiligen Triebwagen. Dieser war in ein Ausweichgleis geleitet worden.

## Unfallhergang
Der Triebwagen beachtete das „Halt“ zeigende Signal nicht, das ihn daran hindern sollte, in das Streckengleis einzufahren. Damals waren erst etwa 25 % des Netzes der Nederlandse Spoorwegen (NS) mit Zugbeeinflussung ausgestattet. Der Triebwagen fuhr in das Gleis hinein, auf dem ihm der Schnellzug entgegenkam. Der folgende Frontalzusammenstoß ereignete sich genau in dem Augenblick, als der „Rhein-Express“ den Personenzug überholte, der damit ebenfalls in den Unfall verwickelt wurde.

## Folgen
24 Menschen starben. Der Unfall führte dazu, dass in den Niederlanden der Ausstattung des Schienennetzes mit dem Zugbeeinflussungssystem Automatische treinbeïnvloeding (ATB) eine höhere Priorität eingeräumt wurde.